# Leichtathletik-Weltmeisterschaften 1991/Kugelstoßen der Frauen

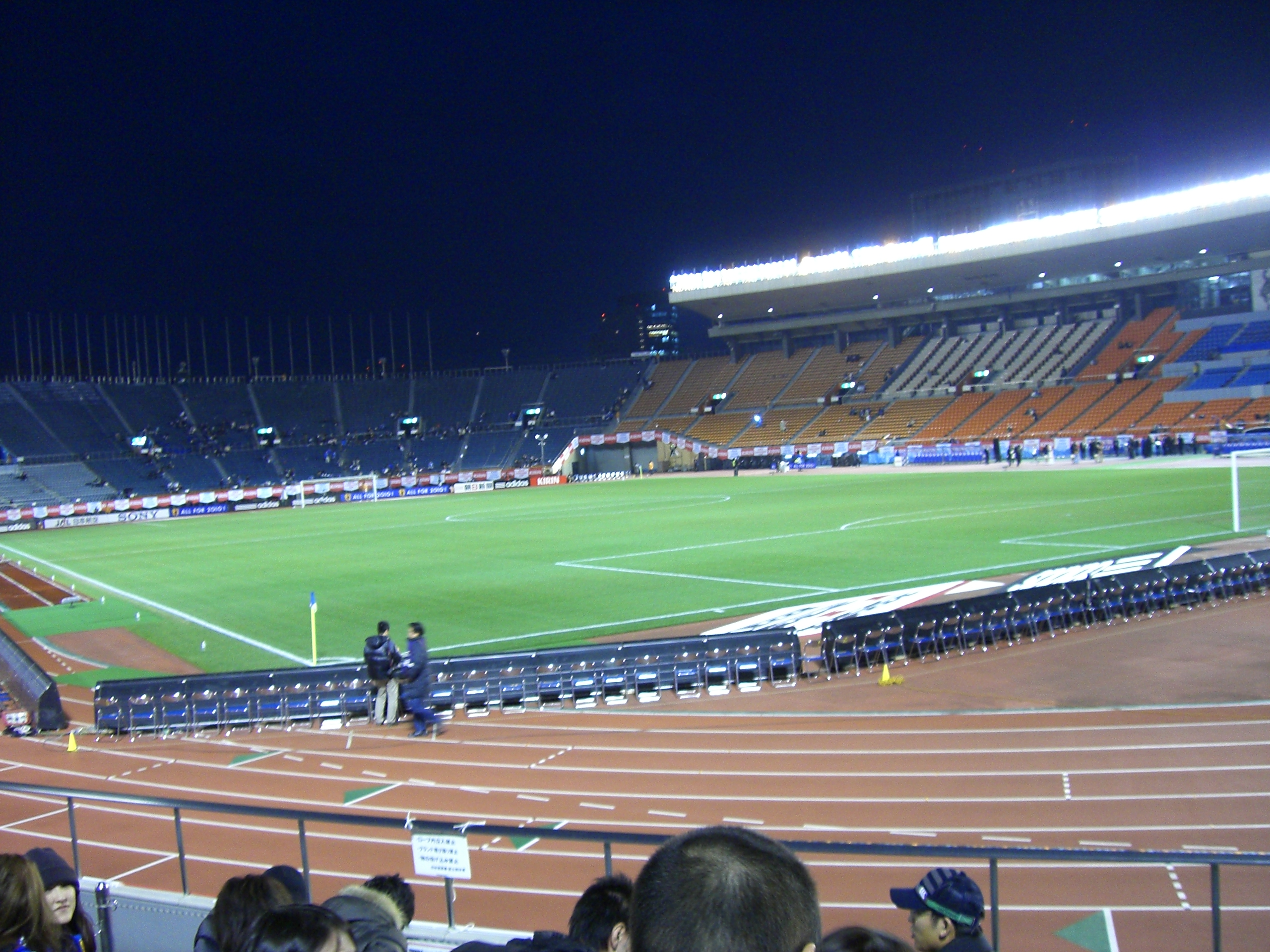
Das Olympiastadion in Tokio im Jahr 2008

Das Kugelstoßen der Frauen bei den Leichtathletik-Weltmeisterschaften 1991 wurde am 24. August 1991 im Olympiastadion der japanischen Hauptstadt Tokio ausgetragen.
Mit Silber und Bronze errangen die Kugelstoßerinnen aus der Sowjetunion in diesem Wettbewerb zwei Medaillen. Weltmeisterin wurde die Chinesin Huang Zhihong, die bei den Asienspielen das Kugelstoßen 1986 gewonnen hatte und 1990 Zweite geworden war. Sie siegte vor der Titelverteidigerin, Olympiasiegerin von 1988, Vizeeuropameisterin von 1990 und Weltrekordinhaberin Natalja Lissowskaja. Bronze ging an Swetlana Kriweljowa.

## Bestehende Rekorde
| Weltrekord               | 22,63 m | Natalja Lissowskaja | Moskau, Sowjetunion (heute Russland) | 7. Juni 1987      |
| Weltmeisterschaftsrekord | 21,24 m | Natalja Lissowskaja | WM 1987 in Rom, Italien              | 5. September 1987 |

Der bestehende WM-Rekord wurde bei diesen Weltmeisterschaften nicht eingestellt und nicht verbessert.

## Qualifikation
24. August 1991, 9:30 Uhr
24 Teilnehmerinnen traten in zwei Gruppen zur Qualifikationsrunde an. Die Qualifikationsweite für den direkten Finaleinzug betrug 18,50 m. Neun Athletinnen übertrafen diese Marke (hellblau unterlegt). Das Finalfeld wurde mit den drei nächstplatzierten Sportlerinnen auf zwölf Werferinnen aufgefüllt (hellgrün unterlegt). So mussten schließlich 18,09 m für die Finalteilnahme erbracht werden.

### Gruppe A
| Platz | Name                | Nation              | Resultat (m) |
| 1     | Natalja Lissowskaja | Sowjetunion         | 19,72        |
| 2     | Zhou Tianhua        | Volksrepublik China | 19,38        |
| 3     | Claudia Losch       | Deutschland         | 18,83        |
| 4     | Kathrin Neimke      | Deutschland         | 18,59        |
| 5     | Svetla Mitkova      | Bulgarien           | 18,54        |
| 6     | Krystyna Danilczyk  | Polen               | 18,15        |
| 7     | Connie Price-Smith  | USA                 | 18,09        |
| 8     | Judy Oakes          | Großbritannien      | 17,81        |
| 9     | Asta Ovaska         | Finnland            | 17,15        |
| 10    | Margarita Ramos     | Spanien             | 15,89        |
| 11    | Hanan Ahmed Khaled  | Ägypten             | 14,76        |
| 12    | Iammo Launa         | Papua-Neuguinea     | 12,56        |

### Gruppe B
| Platz | Name                | Nation              | Resultat (m) |
| 1     | Stephanie Storp     | Deutschland         | 19,52        |
| 2     | Huang Zhihong       | Volksrepublik China | 19,14        |
| 3     | Marina Antonjuk     | Sowjetunion         | 18,80        |
| 4     | Swetlana Kriweljowa | Sowjetunion         | 18,66        |
| 5     | Belsy Laza          | Kuba                | 18,32        |
| 6     | Ramona Pagel        | USA                 | 17,99        |
| 7     | Myrtle Augee        | Großbritannien      | 17,80        |
| 8     | Pam Dukes           | USA                 | 17,17        |
| 9     | Agnese Maffeis      | Italien             | 16,99        |
| 10    | Mihaela Oana        | Rumänien            | 16,73        |
| 11    | Elisângela Adriano  | Brasilien           | 15,93        |
| 12    | Tea Ai Seng         | Brunei              | 11,49        |

## Finale
24. August 1991, 17:40 Uhr
Hinweis: Das Zeichen x zeigt einen ungültigen Versuch an.
| Platz | Name                | Nation              | Resultat (m) | 1. Versuch (m)                                  | 2. Versuch (m)                                  | 3. Versuch (m)                                  | 4. Versuch (m)                                   | 5. Versuch (m)                                   | 6. Versuch (m)                                   |
| 1     | Huang Zhihong       | Volksrepublik China | 20,83        | 20,64                                           | 20,83                                           | 20,51                                           | x                                                | x                                                | 20,43                                            |
| 2     | Natalja Lissowskaja | Sowjetunion         | 20,29        | 20,15                                           | x                                               | 19,95                                           | x                                                | 20,29                                            | x                                                |
| 3     | Swetlana Kriweljowa | Sowjetunion         | 20,16        | 19,88                                           | 19,77                                           | 20,16                                           | 19,31                                            | 19,91                                            | 19,74                                            |
| 4     | Claudia Losch       | Deutschland         | 19,74        | 18,97                                           | 19,74                                           | x                                               | 18,41                                            | 19,32                                            | 19,44                                            |
| 5     | Zhou Tianhua        | Volksrepublik China | 19,64        | 19,32                                           | 19,64                                           | x                                               | 19,05                                            | x                                                | x                                                |
| 6     | Stephanie Storp     | Deutschland         | 19,50        | 19,50                                           | x                                               | 17,85                                           | 18,88                                            | 18,76                                            | x                                                |
| 7     | Marina Antonjuk     | Sowjetunion         | 19,12        | 19,12                                           | x                                               | x                                               | x                                                | x                                                | x                                                |
| 8     | Kathrin Neimke      | Deutschland         | 18,83        | 18,81                                           | 18,52                                           | 18,39                                           | 18,63                                            | 18,83                                            | 18,63                                            |
| 9     | Belsy Laza          | Kuba                | 18,49        | Einzelversuche in den Quellen nicht aufgelistet | Einzelversuche in den Quellen nicht aufgelistet | Einzelversuche in den Quellen nicht aufgelistet | nicht im Finale der besten acht Kugelstoßerinnen | nicht im Finale der besten acht Kugelstoßerinnen | nicht im Finale der besten acht Kugelstoßerinnen |
| 10    | Svetla Mitkova      | Bulgarien           | 18,34        | Einzelversuche in den Quellen nicht aufgelistet | Einzelversuche in den Quellen nicht aufgelistet | Einzelversuche in den Quellen nicht aufgelistet | nicht im Finale der besten acht Kugelstoßerinnen | nicht im Finale der besten acht Kugelstoßerinnen | nicht im Finale der besten acht Kugelstoßerinnen |
| 11    | Connie Price-Smith  | USA                 | 18,12        | Einzelversuche in den Quellen nicht aufgelistet | Einzelversuche in den Quellen nicht aufgelistet | Einzelversuche in den Quellen nicht aufgelistet | nicht im Finale der besten acht Kugelstoßerinnen | nicht im Finale der besten acht Kugelstoßerinnen | nicht im Finale der besten acht Kugelstoßerinnen |
| 12    | Krystyna Danilczyk  | Polen               | 17,59        | Einzelversuche in den Quellen nicht aufgelistet | Einzelversuche in den Quellen nicht aufgelistet | Einzelversuche in den Quellen nicht aufgelistet | nicht im Finale der besten acht Kugelstoßerinnen | nicht im Finale der besten acht Kugelstoßerinnen | nicht im Finale der besten acht Kugelstoßerinnen |

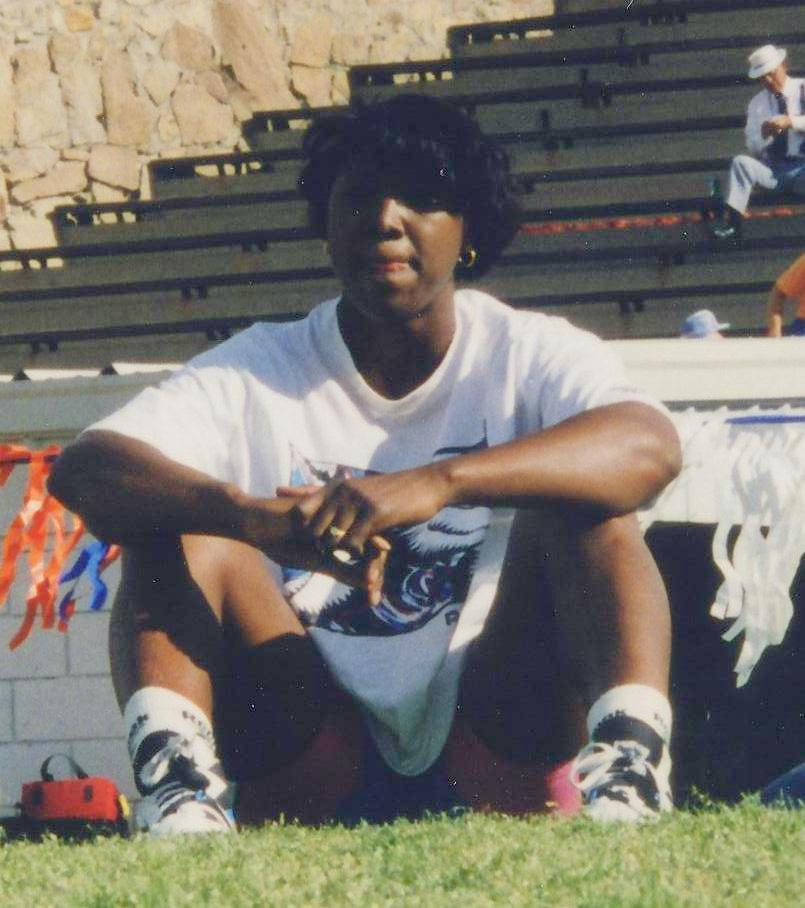
Connie Price-Smith kam auf den elften Platz
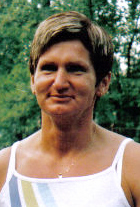
Die zwölftplatzierte Krystyna Danilczyk (Foto: 2007)

## Video
- 3265 World Track & Field 1991 Shot Put Women Natalya Lisovskaya auf youtube.com, abgerufen am 4. Mai 2020